# Конференция ООН по вопросам изменения климата
Конференция ООН по вопросам изменения климата (также Климатический саммит, КС) — это ежегодная конференция ООН, проходящая в рамках Рамочной конвенции ООН об изменении климата (РКИК). На конференции проходят официальные встречи стран-участниц конвенции (Conference of the Parties, COP) для оценки прогресса в борьбе с последствиями глобального изменения климата, с середины 1990-х на ней также ведутся переговоры в рамках Киотского протокола, устанавливающему для развитых стран юридические обязательства по сокращению выбросов парниковых газов. Первая сессия Конференции ООН по вопросам изменения климата прошла в 1995 году в Берлине.
Начиная с 2005 года, в рамках саммита также проходит Конференция сторон, действующая в качестве совещания сторон Киотского протокола. Помимо официальных делегаций от стран-подписантов, в качестве наблюдателей в конференции могут участвовать также стороны и организации, не являющиеся членами Рамочной конвенции ООН об изменении климата (РКИК). С 2011 по 2015 год на платформе COP шла работа по выработке Парижского соглашения, которое стало главным планом по снижению темпов глобального потепления. По результатам саммита публикуется официальное итоговое заявление, которое должно быть единогласно одобрено всеми участниками COP.

## Описание
В 1988 году по решению ООН была создана Межправительственная группа экспертов по изменению климата (МГЭИК), которая в 2000-м представила результат своего исследования по актуальному состоянию глобального климата и его перспективам. Эксперты МГЭИК доказали антропогенный характер глобального изменения климата и призвали к решительным действиям по его предотвращению. В 1992-м году в Рио-де-Жанейро была подписана Рамочной конвенции ООН об изменении климата (РКИК). Одной из рекомендаций МГЭИК стало создание и проведение целевой всемирной конференции — для этого по инициативе ООН была учреждена Конференция сторон Рамочной конвенции ООН об изменении климата, сокращённо — COP (англ. Conference of the Parties).
COP является единственной международной площадкой для централизованного общемирового обсуждения глобальной проблемы изменения климата. Ежегодная сессия проходит по принципу ротации в одной из стран, представляющей региональную группу ООН, и привлекает несколько десятков тысяч участников, среди которых — делегации от стран, главы государств и правительств, активисты, учёные, представители некоммерческих организаций, бизнеса, СМИ и т. п. Например, в 2022 году в качестве наблюдателей на сессию были допущены представители 3024 НКО и 154 иных организаций. Роль принимающей стороны является ключевой, так как во многом именно от неё зависит успех переговоров.
Штаб-квартирой секретариата Конференции сторон является Бонн. В этом городе располагается кампус ООН, с 2022 года секретариат ООН по вопросам изменения климата занимает собственное здание — Climate Tower (букв. «Башня климата»). Для подготовки к глобальной сессии COP в Бонне каждую весну проводится так называемая Малая климатическая конференция на несколько тысяч участников.
По результатам конференции подписывается итоговый документ. Чтобы он стал полноправным пактом ООН, его должны подписать все страны-участницы саммита.

## Список конференций

### COP1, Берлин, 1995
Первая международная Конференция ООН по вопросам изменения климата проходила в Берлине с 28 марта по 7 апреля 1995 года. На сессии был подписан Берлинский мандат, по которому страны Приложения I договорились начать работу над единым юридически обязательным документом, который бы дополнил РКИК и установил конкретные значения по снижению выбросов парниковых газов.

### COP2, Женева, 1996
COP2 проходила в Женеве с 8 по 19 июля 1996 года, её участниками стали 948 делегатов от 147 стран, 533 представителя различных НКО и 155 наблюдателей. Важным достижением сессии стало признание развивающимися странами установления количественного порога их выбросов парниковых газов. Итоговый документ сессии — Министерская декларация — был озвучен 18 июля, он преимущественно отражал взгляды США на проблему глобального изменения климата. В этой декларации были изложены три основные пункта: принимались выводы дополнительного исследования МГЭИК о глобальном изменении климата, страны призывались к принятию юридически подкреплённых целей по снижению выбросов парниковых газов, однако параметры этих выбросов решено было установить более гибко, в зависимости от состояния экономики конкретного государства.

### COP3, Киото, 1997
Третий саммит COP проходил в Киото 1-11 декабря 1997 года. Её важнейшим результатом стало подписание Киотского протокола, который обязал 37 стран с наиболее развитой промышленностью сократить выбросы парниковых газов. Документ был создан на принципах дифференцированной ответственности: он признавал неодинаковые возможности стран с разным уровнем экономического развития и предусматривал гибкий механизм рыночного регулирования — торговлю квотами, а также проекты совместного осуществления и чистого развития. Киотский протокол вступил в силу 16 февраля 2005 года.

### COP4, Буэнос-Айрес, 1998
Четвёртый саммит COP проходил в Буэнос-Айресе 2-14 ноября 1998 года. Предполагалось, что на этой сессии будут решены вопросы, оставшиеся после конференции в Киото, однако участникам не удалось достичь соглашения по всем спорным моментам, не в последнюю очередь потому, что прошедшего с момента проведения COP3 времени не хватило для подготовительной работы. Как промежуточная мера в Буэнос-Айресе был принят двухлетний план действий по продвижению усилий и разработке механизмов реализации Киотского протокола. Важным событием COP4 стало заявление Аргентины и Казахстана, что они принимают обязательства по сокращению выбросов парниковых газов.

### COP5, Бонн, 1999
COP5 прошла в Бонне с 25 ноября по 5 декабря 1999 года при участии пяти тысяч делегатов из 150 государств. Сессия носила преимущественно технический характер, принятые на ней решения были в первую очередь нацелены на успешное проведение следующей конференции в Гааге.

### COP6, Гаага, 2000
COP6 проходила с 13 по 25 ноября 2000 года в Гааге. Переговоры сторон оказались очень трудными и «провалились» буквально в последние часы конференции. США и Дания/Германия, которые представляли Евросоюз в целом, не смогли выработать единую позицию. Президент COP6 Ян Пронк закрыл сессию без итогового соглашения, было решено провести дополнительную подсессию в июле 2001 года в Бонне.

### COP6bis, Бонн, 2001
Дополнительная часть конференции COP6 состоялась 17-27 июля в Бонне. На ней удалось достичь некоторого прогресса относительно сессии в Гааге, однако дополнительным осложняющим фактором стало то, что к этому моменту президентом США был избран республиканец Джордж Буш-младший и по его решению страна отказалась ратифицировать Киотский протокол, заняв на конференции роль наблюдателя.

### COP7, Марракеш, 2001
7-я конференция проходила в Марракеше с 29 октября по 10 ноября 2001 года. На этой сессии были подведены итоги по разработанному в Буэнос-Айресе двухлетнему плану действий. США продолжали принимать участие в сессии только в качестве наблюдателя. Итогом COP7 стали несколько важных решений, в том числе был утверждён механизм торговли эмиссионными квотами для сторон РКИК и план по его внедрению.

### COP8, Нью Дели, 2002
8-я конференция прошла в Нью-Дели с 23 октября по 1 ноября 2002 года. Одним из главных вопросов сессии стала ратификация Россией Киотского протокола — чтобы он стал юридически обязательным, требовалась ратификация от стран-производителей свыше 55 % глобальных выбросов. Голос России, на долю которой приходилось 17 % от глобальной эмиссии, стал решающим, так как к отказу США ратифицировать протокол присоединилась Австралия.

### COP9, Милан, 2003
9-я конференция прошла в Милане с 1 по 12 декабря 2003 года. На ней стороны договорились использовать учреждённый в 2001-м Адаптационный фонд в первую очередь для помощи развивающимся странам в адаптации к изменению климата, а также использовать фонд для трансфера технологий. На COP9 стороны договорились рассмотреть первые национальные доклады от 110 стран, не входивших в Приложение I.

### COP10, Буэнос-Айрес, 2004
10-я конференция проходила в Буэнос-Айресе с 6 по 17 декабря 2004 года. Разработанный на ней план действий уделял особое внимание вопросам смягчения последствий изменения климата и содействию развивающимся странам в адаптации к ним. На COP10 также началось обсуждение сценариев работы после окончания первого периода действия Киотского протокола в 2012 году.

### COP11/CMP1, Монреаль, 2005
11-я конференция прошла в Монреале с 28 ноября по 9 декабря 2005 года, на ней состоялась первая встреча сторон Киотского протокола (CMP). На COP11 Россия предлагала создать механизм признания добровольных обязательств для развивающихся стран так, чтобы они могли устанавливать нормы снижения выбросов CO2 в соответствии с национальными интересами и состоянием экономики. Хотя в 2005-м эта инициатива не нашла поддержки у остальных участников сессии, после серии обсуждений на последующих сессиях она была принята и включена в Копенгагенское соглашение 2009 года .

### COP12/CMP2, Найроби, Кения, 2006
12-я конференция проходила в Найроби 6-17 ноября 2006 года. Успехом конференции стала разработка Механизма чистого развития - проекта сокращения выбросов, устанавливающего Сертифицированные единицы сокращения выбросов (ССВ), которые впоследствии продавались бы в рамках торговли эмиссионными квотами.

### COP13/CMP3, Бали, Индонезия, 2007
13-я конференция проходила декабря 2007 года на Бали. Её посетили 11 тысяч участников из 190 стран. Главной проблемой при попытке выработать единый план действий стала позиция США, которые категорически отказались включать в текст итогового документа конкретный показатель объёма выброса парниковых газов и чёткие сроки. Итогом конференции стал «Балийский план действий»: дорожная карта по разработке нового соглашения, которое должно было прийти на место Киотского протокола.

### COP14/CMP4, Познань, 2008
14-я конференция проходила 1-12 декабря 2008 года в польском городе Познань. На ней были приняты решения по продвижению Балийского плана действий, сформулированы положения по разработке и передаче «зелёных» технологий, помощи развивающимся странам.

### COP15/CMP5, Копенгаген, 2009
15-я конференция прошла с 7 по 18 декабря 2009 года в Копенгагене. Главной целью сессии было подписание договора, который должен был прийти на смену Киотскому протоколу. Как писала Euronews, фактически саммит провалился ещё за 3 месяца до его официального начала, когда США и Китай назвали его решения не имеющими обязательной силы. Сессию сопровождали процедурные скандалы и значительное число взаимных обвинений, так как стороны не могли формализовать даже незначительные и неконкретные договорённости. Делегации от Никарагуа, Боливии, Кубы и Венесуэлы резко осудили предложенный проект итогового соглашения, который совместно разработали США, Китай, Индия, ЮАР и Бразилия.
Хотя сессию и характеризовали как неудачную, определённые позитивные результаты были достигнуты. Принятое в результате сессии итоговое «Копенгагенское соглашение» обязало все страны РКИК к январю 2010 года письменно подтвердить планы по сокращению выбросов в атмосферу углекислого газа, оно заложило основы прозрачного механизма оценки странами своих обязательств. Также в Копенгагене была согласована планка финансовой помощи развивающимся странам в размере до 100 млрд долларов США к 2020 году.

### COP16/CMP6, Канкун, 2010
COP16 проходила в Канкуне с 29 ноября по 10 декабря 2010 года. Президентом конференции стала министр иностранных дел Мексики Патрисия Эспиноса, её личный вклад в успех переговоров на сессии участники заключительного заседания отметили овацией, чего прежде не случалось ни с одним из президентов COP.
На этой сессии удалось принять несколько важных решений, например, была определена граница в 2 °C в качестве максимально допустимого увеличения глобальной температуры от доиндустриального уровня. Был принят целый пакет решений под названием «Долгосрочные меры сотрудничества», в их числе — формирование центров передачи «зелёных» технологий и чёткое описание механизма их работы. Также в Канкуне был создан Зелёный климатический фонд для помощи беднейшим странам, особенно страдающим от изменения климата: начиная с 2020 года он должен был ежегодно предоставлять им по 100 млрд долларов, а на период с 2010-й по 2012-й — по 30 млрд.

### COP 17/CMP 7, Дурбан, 2011
Результатом COP17, проходившей в Дурбане в 2011 году, стала разработка Дурбанской платформы. К этому моменту стороны пришли к единому мнению, что Балийский план действий устарел и не мог привести к необходимому снижению парниковых выбросов. Дурбанская платформа впервые объединила обязательства развитых и развивающихся страны в единый пакет, она стала фундаментом будущего Парижского соглашения.

### COP18/CMP8, Доха, 2012
18-я конференция проходила в Дохе с 26 ноября по 8 декабря 2012 года. В Дохе Киотский протокол был продлён на второй период — с 2013 по 2020 год, уровень сокращения выбросов для развитых стран на этом отрезке был установлен на отметке в 18 % от показателей 1990 года.

### COP19/CMP9, Варшава, 2013
19-я конференция прошла в Варшаве 11-23 ноября 2013 года, параллельно шло 9-е Совещание сторон Киотского протокола. Изначально целью сессии было установлено соглашение о сокращении выбросов парниковых газов к 2015 году, однако против выступили многие страны, включая и принимающую конференцию Польшу. За день до окончания саммита от этого соглашения массово отказались и многие НКО и профсоюзы. В целом 19-ю сессию характеризовала крайне политизированная атмосфера, а заключительное заседание значительно превысило запланированные рамки, но некоторые решения стали перспективными и полезными: например, договорённость о системе финансирования деятельности по защите тропических лесов как одного из важнейших поглотителей углерода.
По итогам конференции был создан «Варшавский механизм по ущербу и потерям, связанным с негативными последствиями изменения климата».

### COP20/CMP10, Лима, 2014
Юбилейная 20-я конференция прошла в Лиме 1-12 декабря 2014 года. По итогам сессии был принят документ «Призыв Лимы к климатическим действиям» — черновой текст будущего Парижского соглашения. Позитивными результатами сессии в Лиме стали также решения по работе Варшавского механизма, была принята программа по обеспечению гендерного равенства.

### COP21/CMP11, Париж, 2015
21-я конференция проходила в Ле-Бурже с 30 ноября по 12 декабря 2015 года. COP21 стала наивысшей точкой в успехах климатической дипломатии достигла с момента подписания в 1992 году Рамочной конвенции ООН об изменении климата. Правительство Франсуа Олланда сыграло важную роль в успехе переговорного процесса.
Результатом 21-й сессии стало Парижское соглашение — главный на настоящее время документ в борьбе с изменением климата. В рамках соглашения 197 стран договорились стремиться сдержать рост общемировой температуры ниже 2 °C, а по возможности — 1,5 °C. По мнению министра иностранных дел Франции Лорана Фабиуса, Парижское соглашение стало «историческим поворотным пунктом» на пути снижения темпов глобального потепления.

### COP22/CMP12, Марракеш, 2016
COP22 прошёл в Марракеше 7-18 ноября 2016 года. Одной из главных тем повестки стала проблема нехватки питьевой воды, вопросы её чистоты и устойчивости водных ресурсов, которые особенно остро стоят в развивающихся странах. Другим центральным вопросом стала необходимость сокращения парниковых выбросов и использования низкоуглеродных источников энергии. На COP22 президент Генеральной Ассамблеи ООН Питер Томсон призвал к трансформации глобальной экономики в экономику с низким уровнем выбросов CO2.

### COP23/CMP13/CMA 1-2, Бонн, 2017
23-я сессия прошла в Бонне 6-17 ноября 2017 года. Председателем конференции стала Фиджи — одна из самых уязвимых к изменению климата стран. Среди участников и наблюдателей саммита были канцлер Германии Ангела Меркель и президент Франции Эммануэль Макрон, голливудские актёры Леонардо ди Каприо и Арнольд Шварценеггер.

### COP24/CMP14/CMA 1-3, Катовице, 2018
24-я сессия конференции сторон прошла со 2 по 14 декабря 2018 года в польском Катовице. Главная цель COP24 — обсудить и обеспечить принятие эффективных мер по достижению целей Парижского соглашения. Председателем конференции был заместитель министра окружающей среды Польши Михал Куртыка. Особенностью конференции стало то, что в плане климатических амбиций в Польше преобладают крайне скептические взгляды на зелёную экономику, 90 % электроэнергии в стране производится на угольных электростанциях.
По итогам конференции была подписана «Силезская декларация о Солидарности и Справедливом переходе».

### COP25/CMP15/CMA2, Мадрид, 2019
COP25 должна была проходить в Бразилии, однако президент страны Жаир Болсонару отказался проводить конференцию, после чего она была перенесена в чилийский Сантьяго. В конце октября 2019 года президент Чили Себастьян Пиньера также отказался от проведения сессии, так как в стране шли массовые антиправительственные протесты. В результате принимающей страной стала Испания, 25 конференция сторон прошла в Мадриде 2-13 декабря 2019 года под председательством чилийского правительства.
Главными достижениями COP25 стали решение о публикации двухгодичных докладов о корреляции проводимых странами мероприятий с динамикой выбросов CO2 (с 2020 года), а также подведение пятигодичных итогов деятельности стран по достижению целей Парижского соглашения.

### COP26/CMP16/CMA3, Глазго, 2021
Из-за пандемии COVID-19 в 2020 году конференция сторон не состоялась и была перенесена на 2021 год. COP26 прошла с 31 октября по 12 ноября 2021 года в Глазго. Её посетили свыше 40 тысяч зарегистрированных участников из 200 стран, в том числе, например, бывший президент США Барак Обама.
Важным событием COP26 стало опубликованное 10 ноября совместное заявление Китая и США, двух крупнейших эмитентов парниковых газов, в котором они обязались до 2030 года совместно бороться за ограничение роста средней температуры приземного слоя атмосферы в 1,5 ºС.
Итогом COP26 стали четыре важные глобальные инициативы: во-первых, была принята «Декларация Глазго по лесам и землепользованию», в рамках которой 124 страны обязались к 2030-му остановить процесс обезлесения своих территорий. Во-вторых, было принято Глобальное обязательство по метану — по нему страны обязуются к 2030-му году снизить выбросы метана на 30 %. 44 страны поддержали заявление по ускорению перехода от угля к производству электроэнергии с нулевыми выбросами парниковых газов. Четвёртая инициатива — заявление о международной общественной поддержке перехода к чистой энергии, его подписали 33 страны и 6 организаций. Итоговым документом конференции стал «Климатический пакт Глазго», в рамках которого страны договорились ужесточить определяемые на национальном уровне вклады в достижение Парижского соглашения. Саммит также ознаменовался прорывом в вопросе мониторинга выбросов CO2: c 2026 года европейская система спутникового мониторинга CO2MVS сможет с точностью до двух километров определять их концентрацию.

### COP27, Шарм-эш-Шейх, 2022
27-я конференция состоялась в Шарм-эш-Шейхе 6-20 ноября 2022 года. Его посетили главы 120 государств, в том числе премьер-министр Великобритании Риши Сунак, президент Франции Эмманюэль Макрон, канцлер Германии Олаф Шольц, премьер Италии Джорджа Мелони, президент Сербии Александр Вучич, президент Алжира Абдельмаджид Теббун, король Иордании Абдалла II, и многие другие. Однако в этом году на саммите резко выросло число представителей индустрии ископаемого топлива: впервые их пригласили стать участниками официальной программы, что проявилось в ощутимом лобби их повестки. Например, глава Африканской организации производителей нефти Омар Фарука Ибрагим открыто говорил, что будет настаивать на увеличении разработки нефти и газа в Африке, так как «зелёные» технологии стран Запада и их финансовую поддержку он считает «призрачным ресурсом» для континента. При этом «климатическая несправедливость» стала ключевой темой саммита. Африка особенно от неё страдает: хотя большую часть выбросов парниковых газов производят промышленно развитые страны с мощной экономикой, от последствий глобального изменения климата больше всего страдают нуждающиеся африканские страны.
Саммит 2022 года продлился на два дня дольше запланированного из-за крайне сложных переговоров по итоговому акту. Однако в конце концов страны-участницы РКИК пришли к общему соглашению, в том числе, они договорились о создании фонда Loss and damage для помощи особо уязвимым странам, пострадавшим от последствий климатических изменений. По ряду ключевых вопросов, однако, участникам договориться не удалось. Положение о постепенном отказе от всех ископаемых энергоресурсов не попало в итоговый акт конференции — против высказались Иран, Китай и Саудовская Аравия. Одним достижений COP27 стало возобновление климатического диалога между США и Китаем, прерванного после визита Нэнси Пелоси на Тайвань в августе 2022 года.

### COP28, Дубай, 2023
COP28 прошла с 30 ноября по 12 декабря в Дубае. Обладая огромными запасами нефти и газа, принимающие саммит Объединённые Арабские Эмираты входят в лидеры по степени загрязнения на душу населения. В среде экологов высказываются опасения, что президентство ОАЭ будет использовано, чтобы сместить фокус и повестку саммита на возмещении ущерба от ископаемых энергоресурсов, а не прекращение их использования.
Уже в середине января 2023 года было объявлено, что президентом COP28 станет Султан аль-Джабер, управляющий и генеральный директор Национальной нефтяной компании Абу-Даби, также занимающий посты министра промышленности и передовых технологий ОАЭ и спецпредставителя страны по вопросам изменения климата. Выбор аль-Джабера вызвал резкую критику экологов: помимо непосредственного интереса в развитии нефтедобычи, его обвиняют в «гринвошинге» (буквально «озеленении репутации») своего имиджа. В частности, команда аль-Джабера редактировала связанные с ним страницы Википедии, подчёркивая позитивную роль аль-Джабера в климатическом движении. Редакторы получали предложения за деньги убрать из статьи об аль-Джабере информацию о подписанной им в 2019-м году четырёхмиллиардной сделке по развитию структуры нефтепроводов с американскими BlackRock и KKR. Команда COP28 подтвердила, что глава её отдела маркетинга Рамзи Хаддад владеет учёткой Junktuner, под которой на страницу климатического саммита вносились «обеляющие» правки об аль-Джабере. Глава германского отделения Greenpeace Мартин Кайзер так охарактеризовал выбор аль-Джабера на пост президента COP28: «Лиса назначена сторожить курятник».
В рамках COP28 впервые один день был полностью посвящён вопросам охраны здоровья.
Была подписана декларация по устойчивому сельскому хозяйству, системам производства продовольствия и климатическим действиям.

### COP29, Баку, 2024
COP29 прошёл в Баку (Азербайджан) с 11 по 22 ноября 2024 года. Конференция стала первой климатической конференцией ООН на постсоветском пространстве. Азербайджан — одна из самых зависимых от ископаемого топлива экономик. Нефть и газ составляют 90% ее экспорта и обеспечивают 60% государственного бюджета. Правительство страны заявило о планах значительное расширить долю ветровой и солнечной энергии, построить соединительный элемент для передачи этой низкоуглеродной энергии в Восточную Европу по дну Черного моря в Болгарию, Венгрию и Румынию. Главная тема повестки саммита — согласование нового режима финансирования мер по борьбе с изменением климата и помощь развивающимся странам. Впервые в конференции приняли участие представители движения «Талибан», которые не признаны ООН как правительство Афганистана.
11 ноября состоялось открытие саммита с участием председателя COP28 Султана Аль-Джабера, председатель COP29 Мухтар Бабаев, генеральный секретарь ООН Антониу Гутерриш. На церемонии председательство передано от ОАЭ к Азербайджану.
На конференции принята новая цель глобального климатического финансирования — $300 млрд в год к 2035 году после 2030 года с учётом всех источников финансирования, в том числе частных, государственных, двухсторонних и многосторонних выплат, грантов, кредитов, инвестиций.
Европейский Союз поддержал инициативы Азербайджана по проведению политики в соответствии со стандартами ЕС, особенно в области энергоэффективности.
Начал работу Глобальный альянс чистой энергии, членами которого стали Бразилия, Австралия, Канада, Германия, Великобритания.